# Stow (Ohio)
Stow – miasto w Stanach Zjednoczonych, w północno-wschodniej części stanu Ohio. Liczba mieszkańców w 2000 roku wynosiła 32 139.